# Под пуном паром
Под пуном паром (енгл. Raising Steam) је 40. роман серијала о Дисксвету британског аутора Тери Прачета. Ово је трећи наставак приче о Влажи фон Липвигу.

## Радња
Млади ковач Дик Симнел је у својој сеоској радионици, уз помоћ властите генијалности и наслеђа од деде по мајци који је био гусар, направио прву парну машину - локомотиву на Дисксвету. Са својим изумом долази у Анк-Морпорк, космополитску метрополу дисксвета, где налази финансијера и заштитника у сер Харију Краљу, који је стекао богатство водећи уносну, али неугледну индустрију одношења смећа и фекалија. Међутим, нови проналазак и његове могућности привлаче пажњу власти, и патрициј Ветинари, градски тиранин, поставља Влажу фон Липвига - бившег професионалног преваранта, а садашњег директора државне поште и народне банке, за директора прве железнице на Дисксвету.